# Hypocrea pachypallida
Hypocrea pachypallida är en svampart som tillhör divisionen sporsäcksvampar, och som beskrevs av Jaklitsch. Hypocrea pachypallida ingår i släktet svampdynor, och familjen Hypocreaceae. Arten är reproducerande i Sverige.